# مرجان شاخ‌گوزنی
مرجان شاخ‌گوزنی (نام علمی: Acropora cervicornis) نام یک گونه از زیررده شش‌مرجانیان است.